# Nematopogon robertella
Nematopogon robertella — вид метеликів родини довговусих молей (Adelidae).

## Поширення
Вид поширений майже по всій Європі. Присутній у фауні України.

## Опис
Розмах крил 14-16 мм.

## Спосіб життя
Метелики літають у травні-червні. Гусениці живляться листям чорниці.